# Cara Speller
Cara Speller é uma produtora cinematográfica e produtora de televisão britânica. Como reconhecimento, foi nomeado ao Oscar 2017 na categoria de Melhor Animação em Curta-metragem por Pear Cider and Cigarettes.